# SA-102
La carretera SA-102 es una carretera de la Red Complementaria Preferente de la Junta de Castilla y León que comienza en la A-66 en el municipio de Sorihuela y llega hasta el límite con la Provincia de Ávila.

## Carracterísticas
Atraviesa las localidades de Sorihuela, Santibáñez de Béjar y Puente del Congosto, hasta llegar al límite con la Provincia de Ávila, dónde continúa por la AV-102. 
Es una carretera bastante transitada, debido a que representa el mejor itinerario entre Madrid, Ávila, Béjar, y Guijuelo. La media de tráfico de paso esta carretera es aproximadamente de unos 7100 vehículos diarios, el 35% de ellos camiones, debido al comercio entre Madrid, Béjar y Guijuelo. En estos últimos años ha habido problemas con los vecinos de los municipios por los que pasa esta vía, ya que existen puntos peligrosos en Santibáñez de Béjar y Puente del Congosto, dónde hubo un accidente en el que un turismo se salió de la vía y su conductor salió herido grave. Se han ejecutado pasos de peatones elevados en Puente del Congosto, y están previstos en Sorihuela y Santibáñez de Béjar. Aunque, por norma general, es una carretera con una buena señalización y no tiene demasiada inclinación.

## Recorrido
| Sorihuela (Intersección con ) - Límite de la Provincia de Ávila (Continuación por ) | Sorihuela (Intersección con ) - Límite de la Provincia de Ávila (Continuación por ) | Sorihuela (Intersección con ) - Límite de la Provincia de Ávila (Continuación por ) | Sorihuela (Intersección con ) - Límite de la Provincia de Ávila (Continuación por ) | Sorihuela (Intersección con ) - Límite de la Provincia de Ávila (Continuación por ) | Sorihuela (Intersección con ) - Límite de la Provincia de Ávila (Continuación por ) | Sorihuela (Intersección con ) - Límite de la Provincia de Ávila (Continuación por ) | Sorihuela (Intersección con ) - Límite de la Provincia de Ávila (Continuación por ) | Sorihuela (Intersección con ) - Límite de la Provincia de Ávila (Continuación por ) | Sorihuela (Intersección con ) - Límite de la Provincia de Ávila (Continuación por ) | Sorihuela (Intersección con ) - Límite de la Provincia de Ávila (Continuación por ) |
| Esquema                                                                             | PK                                                                                  | Sentido Límite de la Provincia de Ávila                                             | Sentido Límite de la Provincia de Ávila                                             | Sentido Límite de la Provincia de Ávila                                             | Sentido Límite de la Provincia de Ávila                                             | Sentido Sorihuela                                                                   | Sentido Sorihuela                                                                   | Sentido Sorihuela                                                                   | Sentido Sorihuela                                                                   | Incidencias                                                                         |
| Esquema                                                                             | PK                                                                                  | Velocidad                                                                           | Elemento                                                                            | Salida                                                                              | Salida                                                                              | Salida                                                                              | Salida                                                                              | Elemento                                                                            | Velocidad                                                                           | Incidencias                                                                         |
| Esquema                                                                             | PK                                                                                  | Velocidad                                                                           | Elemento                                                                            | Dir.                                                                                | Nombre                                                                              | Nombre                                                                              | Dir.                                                                                | Elemento                                                                            | Velocidad                                                                           | Incidencias                                                                         |
| ----------------------------------------------------------------------------------- | ----------------------------------------------------------------------------------- | ----------------------------------------------------------------------------------- | ----------------------------------------------------------------------------------- | ----------------------------------------------------------------------------------- | ----------------------------------------------------------------------------------- | ----------------------------------------------------------------------------------- | ----------------------------------------------------------------------------------- | ----------------------------------------------------------------------------------- | ----------------------------------------------------------------------------------- | ----------------------------------------------------------------------------------- |
|                                                                                     | 0,0                                                                                 |                                                                                     |                                                                                     | Nava de Béjar                                                                       | Nava de Béjar                                                                       | Nava de Béjar                                                                       |                                                                                     |                                                                                     |                                                                                     |                                                                                     |
| Fresnedoso                                                                          | 0,0                                                                                 |                                                                                     |                                                                                     |                                                                                     |                                                                                     |                                                                                     |                                                                                     |                                                                                     |                                                                                     |                                                                                     |
|                                                                                     | 0,6                                                                                 |                                                                                     |                                                                                     | SORIHUELA                                                                           | SORIHUELA                                                                           | SORIHUELA                                                                           | SORIHUELA                                                                           |                                                                                     |                                                                                     |                                                                                     |
|                                                                                     | 1,3                                                                                 |                                                                                     |                                                                                     | SORIHUELA                                                                           | SORIHUELA                                                                           | SORIHUELA                                                                           | SORIHUELA                                                                           |                                                                                     |                                                                                     |                                                                                     |
|                                                                                     | 2,8                                                                                 |                                                                                     |                                                                                     | Río Valvanera                                                                       | Río Valvanera                                                                       | Río Valvanera                                                                       | Río Valvanera                                                                       |                                                                                     |                                                                                     |                                                                                     |
|                                                                                     | 5,7                                                                                 |                                                                                     |                                                                                     | Medinilla El Barco de Ávila                                                         | Medinilla El Barco de Ávila                                                         | Medinilla El Barco de Ávila                                                         | Medinilla El Barco de Ávila                                                         |                                                                                     |                                                                                     |                                                                                     |
|                                                                                     | 5,8                                                                                 |                                                                                     |                                                                                     | Río Valvanera                                                                       | Río Valvanera                                                                       | Río Valvanera                                                                       | Río Valvanera                                                                       |                                                                                     |                                                                                     |                                                                                     |
|                                                                                     | 7,9                                                                                 |                                                                                     |                                                                                     | La Cabeza de Béjar Salamanca                                                        | La Cabeza de Béjar Salamanca                                                        | La Cabeza de Béjar Salamanca                                                        | La Cabeza de Béjar Salamanca                                                        |                                                                                     |                                                                                     |                                                                                     |
|                                                                                     | 8,1                                                                                 |                                                                                     |                                                                                     | SANTIBAÑEZ DE BÉJAR                                                                 | SANTIBAÑEZ DE BÉJAR                                                                 | SANTIBAÑEZ DE BÉJAR                                                                 | SANTIBAÑEZ DE BÉJAR                                                                 |                                                                                     |                                                                                     |                                                                                     |
|                                                                                     | 8,8                                                                                 |                                                                                     |                                                                                     | Guijo de Ávila                                                                      | Guijo de Ávila                                                                      | Guijo de Ávila                                                                      | Guijo de Ávila                                                                      |                                                                                     |                                                                                     |                                                                                     |
|                                                                                     | 8,9                                                                                 |                                                                                     |                                                                                     | Río Valvanera                                                                       | Río Valvanera                                                                       | Río Valvanera                                                                       | Río Valvanera                                                                       |                                                                                     |                                                                                     |                                                                                     |
|                                                                                     | 9,0                                                                                 |                                                                                     |                                                                                     | SANTIBAÑEZ DE BÉJAR                                                                 | SANTIBAÑEZ DE BÉJAR                                                                 | SANTIBAÑEZ DE BÉJAR                                                                 | SANTIBAÑEZ DE BÉJAR                                                                 |                                                                                     |                                                                                     |                                                                                     |
|                                                                                     | 14,6                                                                                |                                                                                     |                                                                                     |                                                                                     | El Tejado                                                                           | El Tejado                                                                           |                                                                                     |                                                                                     |                                                                                     |                                                                                     |
|                                                                                     | 15,7                                                                                |                                                                                     |                                                                                     | Zona fluvial                                                                        | Zona fluvial                                                                        | Zona fluvial                                                                        | Zona fluvial                                                                        |                                                                                     |                                                                                     |                                                                                     |
|                                                                                     | 15,8                                                                                |                                                                                     |                                                                                     | PUENTE DEL CONGOSTO                                                                 | PUENTE DEL CONGOSTO                                                                 | PUENTE DEL CONGOSTO                                                                 | PUENTE DEL CONGOSTO                                                                 |                                                                                     |                                                                                     |                                                                                     |
|                                                                                     | 16,5                                                                                |                                                                                     |                                                                                     | Río Tormes                                                                          | Río Tormes                                                                          | Río Tormes                                                                          | Río Tormes                                                                          |                                                                                     |                                                                                     |                                                                                     |
|                                                                                     | 16,8                                                                                |                                                                                     |                                                                                     | Bercimuelle                                                                         | Bercimuelle                                                                         | Bercimuelle                                                                         | Bercimuelle                                                                         |                                                                                     |                                                                                     |                                                                                     |
|                                                                                     | 16,9                                                                                |                                                                                     |                                                                                     | PUENTE DEL CONGOSTO                                                                 | PUENTE DEL CONGOSTO                                                                 | PUENTE DEL CONGOSTO                                                                 | PUENTE DEL CONGOSTO                                                                 |                                                                                     |                                                                                     |                                                                                     |
|                                                                                     | 19,7                                                                                |                                                                                     |                                                                                     |                                                                                     | Navamorales                                                                         | Navamorales                                                                         |                                                                                     |                                                                                     |                                                                                     |                                                                                     |
|                                                                                     | 21,2                                                                                |                                                                                     |                                                                                     | Navamorales                                                                         | Navamorales                                                                         | Navamorales                                                                         | Navamorales                                                                         |                                                                                     |                                                                                     |                                                                                     |
|                                                                                     | 22,200                                                                              |                                                                                     |                                                                                     | Piedrahíta                                                                          | Piedrahíta                                                                          | Piedrahíta                                                                          | Piedrahíta                                                                          |                                                                                     |                                                                                     |                                                                                     |